# Protest (1963)
Protest är en svensk film från 1963 i med regi och manus av Ivo Grenz. Den var Grenz första och enda långfilm som regissör.

## Om filmen
Inspelningen ägde rum 1962 i Virsbo bruk i Virsbo utanför Surahammar i Västmanland. Producenter var förutom Grenz även Lars Kastengren och Bertil Ohlsson och fotograf var Nils Jönsson. Filmen klipptes senare ihop av Ingemar Ejve och premiärvisades den 11 mars på flera biografer runtom i Sverige. Den var 74 minuter lång och tillåten från 15 år.

## Handling
Ingvar släpps ut från fängelset som en fri man i hopp om att få tillbaka sitt gamla liv med jobb och flickvän. Till en början går det bra men efter en serie händelser anses han inte längre trovärdig och måste fly från bruket där han arbetar.

## Rollista
- Hans Wahlgren – Ingvar Eriksson
- Mariann Nordwall – Eva Larsson
- Torsten Wahlund – Claes
- Christian Berling – Ove
- Nils Kihlberg – Ingvars far
- Mimi Nelson – fru Larsson, Evas mor
- Olof Huddén – kamrer Larsson, Evas far
- Otto Malmberg – en pensionär
- Nils Fritz – bruksdisponenten, Claes far

### Fotnoter
1. 1 2 3  ”Protest”. Svensk Filmdatabas. http://sfi.se/sv/svensk-filmdatabas/Item/?itemid=4666&type=MOVIE&iv=Basic&ref=/templates/SwedishFilmSearchResult.aspx?id%3d1225%26epslanguage%3dsv%26searchword%3dprotest%26type%3dMovieTitle%26match%3dIdentical%26page%3d1%26prom%3dFalse. Läst 7 april 2013.